# 1932年レークプラシッドオリンピックのカーリング競技
1932年レークプラシッドオリンピックのカーリング競技（1932ねんレークプラシッドオリンピックのカーリングきょうぎ）は、1924年2月4日と2月5日の競技日程で、公開競技として実施された。アメリカの4チームとカナダの4チームとがそれぞれ対戦した。

## 競技結果

### リーグ戦
1回戦：2月4日
- ニューヨーク 20 - 8  北オンタリオ
- ケベック 14 - 2  コネチカット
- オンタリオ 21 - 7  ミシガン
- マニトバ 19 - 10  マサチューセッツ

2回戦：2月4日
- ケベック 13 - 11  ニューヨーク
- コネチカット 18 - 13  北オンタリオ
- オンタリオ 22 - 4  マサチューセッツ
- マニトバ 22 - 12  ミシガン

3回戦：2月5日
- 北オンタリオ 21 - 7  マサチューセッツ
- マニトバ 15 - 14  コネチカット
- オンタリオ 18 - 11  ニューヨーク
- ケベック 15 - 6  ミシガン

4回戦：2月5日
- コネチカット 14 - 13  オンタリオ
- マサチューセッツ 17 - 15  ケベック
- 北オンタリオ 19 - 11  ミシガン
- マニトバ 15 - 9  ニューヨーク

### 最終順位
| 順位 | チーム名               | 勝敗   |
| ---- | ---------------------- | ------ |
| 1    | マニトバ (CAN)         | 4勝0敗 |
| 2    | オンタリオ (CAN)       | 3勝1敗 |
| 3    | ケベック (CAN)         | 3勝1敗 |
| 4    | コネチカット (USA)     | 2勝2敗 |
| 5    | 北オンタリオ (CAN)     | 2勝2敗 |
| 6    | マサチューセッツ (USA) | 1勝3敗 |
| 7    | ニューヨーク (USA)     | 1勝3敗 |
| 8    | ミシガン (USA)         | 0勝4敗 |